# Génération Mawazine
Génération Mawazine est un festival de musique créé en 2006 par l’association Maroc Cultures, compétition musicale organisée chaque année dont la mission principale consiste à sélectionner et primer les meilleurs jeunes talents de la scène marocaine, tous styles musicaux confondus, et à leur offrir un contrat de management de cinq ans, des formations ciblées, un soutien promotionnel ainsi que l’occasion de rencontrer le grand public dans des conditions scéniques professionnelles.
À ce titre, Génération Mawazine est aujourd’hui la plus importante manifestation musicale destinée à la jeunesse au Maroc et dans la région. Dénicheur de talents et partenaires des meilleures formations du pays, Génération Mawazine contribue ainsi depuis onze ans à la valorisation et à la diffusion, par la télévision, la téléphonie mobile et les réseaux sociaux, de la richesse et de la diversité de la jeunesse musicale au Maroc.

## Format
Génération Mawazine est un concours ouvert à tous les jeunes Marocains, de 13 à 33 ans, qui forment un groupe de musique. Pour participer à la compétition, ces derniers déposent leur dossier de candidature directement en ligne sur le site. Tous les ans, du mois de janvier au mois d’avril, Génération Mawazine se déplace ensuite dans quatre villes du Maroc (Marrakech, Fès, Casablanca et Rabat) et organise des castings au cours desquels un jury de professionnels auditionne chaque candidat – plus de 1 100 en 2013.
Au cours des différentes étapes, le jury sélectionne les meilleurs candidats pour les différentes catégories musicales avec un jury régional invité dans chaque ville. Les demi-finales et finale se déroulent ensuite à Rabat. En plus des auditions, des concerts sont organisés avec la tournée Génération Mawazine et la participation des gagnants des éditions précédentes ainsi que d’artistes confirmés de la nouvelle scène marocaine. À l’issue du concours, un seul gagnant est désigné par les membres du jury.

## Gains
La formation lauréate de Génération Mawazine bénéficie d’avantages, tels que :
- Un contrat de management de cinq ans, qui permet l’encadrement des artistes et la gestion de la carrière du groupe.
- L’enregistrement professionnel d’un album dans des conditions professionnelles, au cours duquel les lauréats seront dirigés afin d’orienter et de cadrer leurs choix artistiques.
- La promotion et la médiatisation du groupe, à travers des invitations sur des plateaux TV et des émissions de radio ainsi que la publication d’articles dans la presse.
- La formation et la mise à disposition de moyens techniques, afin d’aider les lauréats à se perfectionner.
- Des concerts, qui permettent au groupe lauréat de se produire sur l’une des scènes du festival Mawazine-Rythmes du Monde et sur la tournée Génération Mawazine l’année suivante.

## Jury
Le jury de Génération Mawazine est composé de : 
- Ahmed Aydoun, président du jury
- Omar Essaidi
- Younes Lazrak
- Hicham El Kebbaj
- Nabyl Guennouni

## Lauréats
- 2013 : The Basement : un son particulier aux influences indie rock, rock alternative, avec un mélange de musique marocaine et orientale.
- 2012 : Melimane : des sonorités allant du pop au blues, en passant par le RNB et le rock. Ils chantent en anglais, sur des rythmes groovy, et racontent leur quotidien et leurs espoirs
- 2011 : Rwapa crew (rap), Awson (électro), Babel (fusion) : Babel est un groupe de fusion formé en 2007 dont les cinq membres sont originaires de Mohammedia. Fondé en 2007, le groupe Rwapa Crew est composé de 3 Mc qui rappent en Arabe/Darija et en Français, avec des textes issus de la vie quotidienne du groupe. Awson est un jeune DJ et producteur. Combinant voix percutantes et productions énergiques, Awson prime sur l’émotion tout en apportant un son nouveau.
- 2010 : Az flow (rap), Funk Atlas (électro), Africa united (fusion) : composé de musiciens marocains et comoriens installés à Rabat, Africa United puise son originalité dans la diversité de ses influences. La musique d’AZ Flow est un mélange subtil alliant rap et RnB. Des morceaux aux refrains entrainants ont permis à ce jeune artiste originaire de Mohammedia de se faire très vite accepter du public marocain.
- 2009 : Dirty faces (rap), Chemical bliss (rock), Settafusion (fusion) : d’inspiration éclectique gnaouie et rock progressif, proche de Nass el Ghiwane, Wealers et Gnawa Diffusion, SettaFusion est une formation ambitieuse de huit jeunes musiciens issus du même quartier. Chemical Bliss ou bonheur chimique ! Un nom trouvé au hasard, qui correspond bien au plaisir provoqué par le mélange de sons et de vibrations de ce groupe. S’inspirant de la réalité, Dirty Faces prend le meilleur des tendances en vogue pour l’adapter à son style musical fait de textes crus, d’une énergie débordante et d’une grande connivence entre les trois membres.
- 2008 : Tigresse flow (rap), Sakadoya (rock), Taghrast (fusion) : Tigresse Flow est le premier groupe de rap féminin au Maroc composé des jeunes casablancaises Wahiba, Miss Wiba, Miss Nd, Miss Hind, Youssra et Soultana. Groupe settati de rock métal créé en 2005, Sakadoya a été créé par deux amis, Khalid et Hicham, rejoints par trois membres, Simo, Reda et Mehdi. Né à l’initiative de jeunes issus de la ville d’Al Hoceima, le groupe Thaghrast, qui veut dire en rifain « ruche d’abeille », est considéré comme une des formations amazighes les plus en vogue au Maroc.
- 2007 : Hakmin (rap), Mayara band (fusion) : Originaires de Meknès, la ville du rap marocain, la carrière du groupe Hakmin a débuté en 2000. Leur style, un mélange de ragga et de rap, est puisé dans le patrimoine musical marocain. Les standards Gnawis sont le fondement de la fusion de Mayara qui touche aussi au funk, au ragga, au raï, à la dub, au reggae et au flamenco.
- 2006 : Tiraline (fusion) : Tiraline est une ville proche de Safi dont le nom signifie « cavaliers » mais aussi « symbiose ». C’est ce qui a inspiré ces quatre jeunes artistes, qui offrent depuis 2004 une fusion réussie de sons folkloriques et R&B.